# Brookside (Colorado)
Brookside é uma cidade  localizada no estado americano de Colorado, no Condado de Fremont.

## Demografia
Segundo o censo americano de 2000, a sua população era de 219 habitantes. 
Em 2006, foi estimada uma população de 219, um aumento de 0 (0.0%).

## Geografia
De acordo com o United States Census Bureau tem uma área de 
1,1 km², dos quais 1,1 km² cobertos por terra e 0,0 km² cobertos por água.

## Localidades na vizinhança
O diagrama seguinte representa as localidades num raio de 8 km ao redor de Brookside. 